# Wadi Degla Football Club
Maillots
Le Wadi Degla Football Club (en arabe : نادي وادي دجلة لكرة القدم), plus couramment abrégé en Wadi Degla FC, est un club égyptien de football fondé en 2002.
Le club est lié à Wadi Degla Holding, une entreprise de construction créée en 1994.
L'équipe évolue actuellement en deuxième division.

## Histoire
Wadi Degla rentre dans l'histoire du football égyptien lors de la saison 2009/10, lorsqu'il bat Al Sekka Al Hadid 3-1 lors de la dernière journée du championnat égyptien de deuxième division, ce qui lui permet d'être promu en première division pour la première fois de son histoire,. 
Il n'a fallu qu'une seule saison à Wadi Degla pour passer de la deuxième à la première division en seulement un an, ce qui en fait seulement la deuxième équipe de l'histoire du football égyptien à l'avoir réalisé, après Arab Contractors SC en 1981.

## Clubs jumelés
Wadi Degla est connu pour son bon centre de formation dans le pays. Le club a des partenaires d'échanges en Europe comme en Angleterre avec Arsenal.
Club liés à Wadi Degla:
- Lierse SK[5]
- Arsenal FC[6]

## Palmarès
Néant

## Personnalités notables
- Mido, entraîneur du club
- Florent Malouda, ancien international français, finaliste du mondial 2006
- Jesús Javier Mercado Gómez, international vénézuélien
- Francis Kasonde, international zambien
- Samir Sabri, ancien international égyptien, vainqueur de la Coupe d'Afrique des nations 2006
- Omar Marmoush, international égyptien, et joueur de Manchester City.

## Équipe féminine
L'équipe féminine du Wadi Degla FC remporte le Championnat d'Égypte pour la 12e fois en 2021.